# Ryan Ross
George Ryan Ross III (*30. srpna 1986 Las Vegas, Nevada) je americký kytarista, známý především svým působením u americké kapely Panic! at the Disco v letech 2004-2009. Na debutové album A Fever You Can't Sweat Out napsal také všechny texty. S Jonem Walkerem si poté založil kapelu The Young Veins.

## Život
Ryan Ross se narodil na předměstí Las Vegas a navštěvoval katolickou střední školu společně se svým kolegou ze skupiny Spencerem Smithem. Později studoval Nevadskou univerzitu, ale nedokončil ani první pololetí, protože se začal naplno věnovat hudbě.
Dvě písně Camisado a Nails for Breakfast, Tacks for Snacks, které se objevily na debutovém album P!ATD napsal z osobních zkušeností, které zažil, když vyrůstal s otcem alkoholikem, který zemřel 28. června 2006. Jeho otec byl vojenským námořníkem během války ve Vietnamu. Po smrti otce řekl: „Nebyl jsem nablízku mému tatínkovi, neměl rád má rozhodnutí.“

## Hudební začátky
Když bylo Ryanovi dvanáct, dostal od rodičů k Vánocům kytaru, poté začal spolupracovat se Smithem, který hrál na bubny.
Prvních pár let hráli většinou coververze skupiny blink-182. Jejich skupina se tehdy jmenovala Pet Salamander.
Po přijetí na vysokou školu dostal stipendium, ale rozhodl se ze školy odejít, což odmítal jeho otec. Spencer Smith se mezitím setkal s Brentem Wilsonem a Brendonem Uriem, kteří se později ke skupině také připojili.
Ross je znám i tím, že umí hrát na více nástrojů. Během koncertů hraje i na další instrumentální nástroje a v současné době navštěvuje hodiny klavíru a zpěvu.